# КСР-5

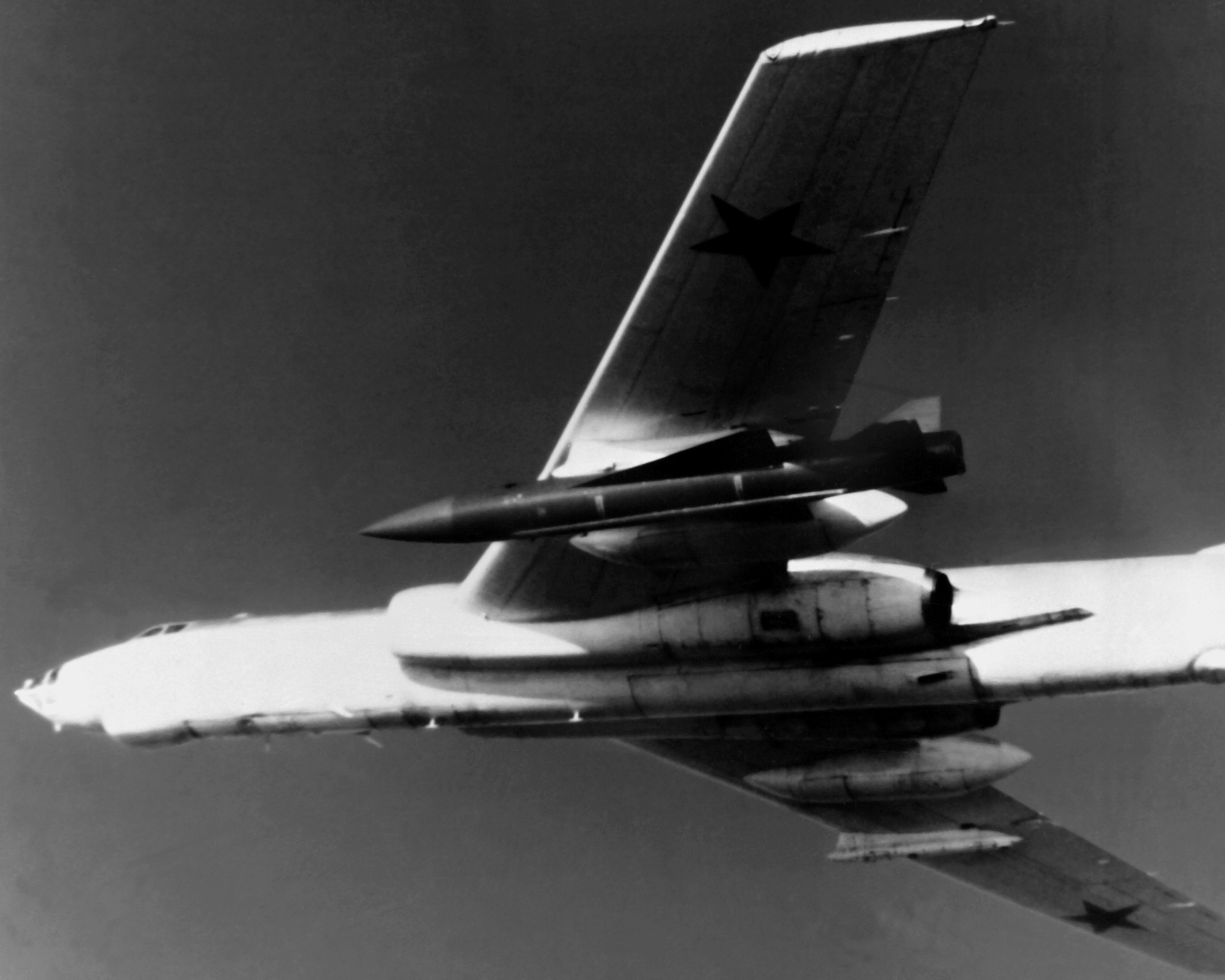
Ту-16 с КСР-5 на пилоне. 1 марта 1983 года.

КСР-5 (Изделие Д-5, по классификации NATO AS-6 Kingfish) — советская сверхзвуковая крылатая ракета воздушного базирования дальнего радиуса действия авиационного ракетного комплекса К-26.
Изделие Д-5, и его модификации, предназначено для поражения радиолокационно-контрастных морских или наземных целей (надводные корабли, мосты, плотины, электростанции и так далее). Принято на вооружение ВС Союза ССР, 4 декабря 1969 года, приказом Министра обороны Советского Союза.

## История

### Разработка
Разработка ракетного комплекса К-26 со сверхзвуковой крылатой ракетой Д-5 была начата согласно Постановлению Совета Министров СССР от 11 августа 1962 года коллективом МКБ «Радуга» на основе опыта, полученного при создании и эксплуатации ракет КС-1, КСР-2 и КСР-11, но непосредственно за основу были взяты схема и конструкция ракеты Х-22 в качестве её уменьшенного варианта, для перевооружения самолётов типа Ту-16. Комплекс предназначался для борьбы с радиоконтрастными морскими и наземными целями и мог комплектоваться, либо фугасно-кумулятивным зарядом «М», либо ядерным «Н».
Государственные испытания комплекс К-26 с ракетой Д-5 проходил в 1964—1968 годах, но в полном объёме испытания с борта Ту-16 были завершены в 1969 году. Однако, уже с 1966 года началось серийное изготовление ракет под индексом КСР-5 на ДМЗ. 4 декабря 1969 года приказом Министра обороны СССР ракетный комплекс К-26 с ракетой КСР-5 был принят на вооружение.
За разработку КСР-5, группа сотрудников МКБ «Радуга» во главе с А. Я. Березняком в 1970 году была награждена Государственной премией.
В 1972 году была создана и с 1973 года стала поступать на вооружение морской авиации ракета КСР-5П оснащённая пассивной радиолокационной ГСН.
КСР-5 устанавливалась на реактивные дальние ракетоносцы-бомбардировщики Ту-16 в вариантах исполнения Ту-16К-26, Ту-16К-10-26, Ту-16КСР-2-5 и Ту-16КСР-2-5-11.

### Эксплуатация
Все носители Ту-16 дорабатывались под комплекс К-26 на авиаремонтных заводах. Дорабатывались Ту-16КСР-2-11 до варианта Ту-16КСР-2-5-11 (125 машин), Ту-16КСР-2А в Ту-16КСР2-5 (110 машин). Морские Ту-16К-10 дорабатывались до уровня Ту-16К-10-26 и, вероятно, это был наиболее эффективный самолёт-носитель, так как позволял применять по цели как высотные и скоростные КСР-5, так и низковысотные ракеты К-10С.
Планировалось вооружить КСР-5 самолёты Ту-95 и 3М. Один самолёт Мясищева (№ 0503) был переоборудован в носитель 3М-5 и успешно прошёл испытания. Были установлены: РЛС «Рубин-1МЕ», станция РЭП «Азалия», подкрыльевые держатели и аппаратура управления. На Ту-95М № 0601 также поставили РЛС «Рубин-1КВ», держатели и аппаратуру, но дальнейшего развития тема не получила.
Серийно выпускался и использовался имитатор ракеты, позволявший тренировать экипажи, не расходуя ресурс боевых ракет. Были переоборудованы в учебные три самолёта Ту-104А в Ту-104Ш, для тренировок штурманов. На пассажирскую машину устанавливалась РЛС «ЕН» и «Рубин-1К», подкрыльевые балочные держатели БД-352 и всё необходимое для тактических (имитационных) пусков оборудование.

## Конструкция
Авиационно-ракетный комплекс дальнего действия К-26 включает носитель, средства поражения (ракеты), бортовое оборудование и средства управления, средства наземного обслуживания.
Ракета КСР-5 имела цельнометаллическую (сталь и алюминий) конструкцию с работающей обшивкой, среднеплановое расположение треугольного крыла и крестообразное оперение. Управление осуществлялось цельноповоротным стабилизатором и цельноповоротным верхним килем. Нижний киль раскладывался при пуске пневмоцилиндром, одновременно отстреливались струбцины фиксации рулей. Носовой радиопрозрачный обтекатель имел сотовую конструкцию из стеклопластика с переменной толщиной стенок. В носовой части ракеты размещались блоки и антенна с приводом аппаратуры самонаведения ВС-КН. В следующий отсек помещалась боевая часть — фугасно-кумулятивная или термоядерная в контейнере, со всем необходимым оборудованием. Далее располагался бак окислителя АК-27П ёмкостью 1010 литров и бак горючего ТГ-02 на 660 литров. В кормовом отсеке находились: воздушные баллоны системы наддува баков и раскладки киля, сухие ампульные батареи с преобразователем, блоки автопилота, распределительные устройства, турбонасосный агрегат двигателя, гидроприводы рулей, двухкамерный ЖРД С5.33 конструкции КБ А. М. Исаева. Для регулирования двигателя применялись две программы, включавшие пять режимов с различной тягой от 1120 до 7100 кгс.

## Модификации
- КСР-5 — базовый вариант ракеты
- КСР-5Н — низковысотный вариант ракеты КСР-5, с той же АРЛГСН, что и базовый, но отличавшийся рядом систем, в частности бортовыми источниками питания.
- КСР-5П — вариант КСР-5 оснащённый пассивной радиолокационной ГСН и предназначенный для поражения РЛС.
- КСР-5М — ракета для борьбы со сложными малоразмерными целями, с повышенной точностью.
- КСР-5НМ — низковысотная ракета-мишень
- КСР-5МВ — высотная ракета-мишень

## Тактико-технические характеристики
| Характеристики                                                                    |
| --------------------------------------------------------------------------------- |
| Длина: 10,6 м                                                                     |
| Размах крыла: 2,6 м                                                               |
| Диаметр: 0,92 м                                                                   |
| Стартовая масса: 3952 кг                                                          |
| Скорость: М=3,0 (КСР-5МВ — M=4,2)                                                 |
| Дальность: 300—700 км                                                             |
| Высота полёта: 18500-22000 м (КСР-5МВ — до 40000 м)                               |
| Система наведения: Активная радиолокационная или пассивная (КСР-5П)               |
| Боевая часть: 1000 кг, фугасно-кумулятивная или термоядерная мощностью 350—500 Кт |

## Эксплуатанты
- СССР — боевые варианты ракет, в настоящее время сняты с вооружения. Последними в строю оставались несколько носителей Ту-16КРМ, c ракетами-мишенями КСР-5НМ и КСР-5MB, однако к 1994 году вся материальная часть была списана и утилизированна.